# Bryocyclops campaneri
Bryocyclops campaneri – gatunek widłonoga z rodziny Cyclopidae. Opisali go w 1987 roku brazylijscy biolodzy Carlos Eduardo Falavigna da Rocha i Maria Helena Gonzaga de Carvalho Bjornberg. Miejsce typowe to Brazylia, stan São Paulo, rzeka Rio Una do Prelado (współrzędne 24°25′S 47°04′W/-24,416667 -47,066667).